# Campeonato Africano de Atletismo de 2012 - 5000 m feminino
A prova dos 5000 metros feminino do Campeonato Africano de Atletismo de 2012 foi disputada no dia 28 de junho de 2012 no Estádio Charles de Gaulle em Porto Novo,  no Benim. 

## Recordes
Antes desta competição, os recordes mundiais e do campeonato nesta prova eram os seguintes:
|                       | Nome            | Nacionalidade | Tempo      | Local | Data               |
| --------------------- | --------------- | ------------- | ---------- | ----- | ------------------ |
| Recorde mundial       | Tirunesh Dibaba | Etiópia       | 14m 11s 15 | Oslo  | 6 de junho de 2008 |
| Recorde do campeonato | Asmae Leghzaoui | Marrocos      | 15m 43s 46 | Argel | 2000               |
| Recorde africano      | Tirunesh Dibaba | Etiópia       | 14m 11s 15 | Oslo  | 6 de junho de 2008 |

Os seguintes recordes foram estabelecidos durante esta competição:
| Data        | Evento | Atleta         | Nacionalidade | Tempo      | Notas                 |
| ----------- | ------ | -------------- | ------------- | ---------- | --------------------- |
| 28 de junho | Final  | Gladys Cherono | Quênia        | 15m 40s 04 | Recorde do campeonato |

## Medalhistas
| Ouro                 | Prata                  | Bronze                   |
| Gladys Cherono (KEN) | Veronica Nyaruai (KEN) | Gotytom Gebreslase (ETH) |

## Cronograma
Todos os horários são locais (UTC+1).
| Data        | Hora  | Evento |
| ----------- | ----- | ------ |
| 28 de junho | 16:30 | Final  |

## Resultado final
| Posição           | Atleta                   | Nacionalidade | Tempo    | Nota                  |
| ----------------- | ------------------------ | ------------- | -------- | --------------------- |
| Medalha de ouro   | Gladys Cherono           | Quênia        | 15:40.04 | Recorde do campeonato |
| Medalha de prata  | Veronica Nyaruai         | Quênia        | 15:40.65 |                       |
| Medalha de bronze | Gotytom Gebreslase       | Etiópia       | 15:53.34 |                       |
| 4                 | Alemitu Heroya           | Etiópia       | 15:55.36 |                       |
| 5                 | Shito Wudessa            | Etiópia       | 16:14.49 |                       |
| 6                 | Viola Chemos             | Uganda        | 16:16.21 |                       |
| 7                 | Abla Doki Atchade        | Togo          | 18:02.34 |                       |
| 8                 | Balkissa Abdoulaye Kirbo | Níger         | 18:17.72 |                       |
| 98 !              | Bakit Amina              | Sudão         | DNF      |                       |
| 99 !              | Samrawit Mengisteab      | Eritreia      | DNS      |                       |
| 99 !              | Mammie Konneh            | Serra Leoa    | DNS      |                       |
| 99 !              | Jackline Sakilu          | Tanzânia      | DNS      |                       |

Legenda
| Recorde mundial       | Recorde mundial (World record)               |                       | Recorde africano                      | Recorde africano (African) |                                           | Q | Classificado por posição (Qualified) |
| Recorde do campeonato | Recorde do campeonato (Championship record)  | Recorde da América    | Recorde da América (Americas)         | q                          | Classificado por melhor tempo (Qualified) |   |                                      |
| Melhor marca do ano   | Melhor marca do ano (World leading)          | Recorde asiático      | Recorde asiático (Asian)              | DNS                        | Não largou (Did not start)                |   |                                      |
| Recorde nacional      | Recorde nacional (National record)           | Recorde europeu       | Recorde europeu (European)            | DNF                        | Não terminou (Did not finish)             |   |                                      |
| Recorde pessoal       | Recorde pessoal do atleta (Personal best)    | Recorde da Oceania    | Recorde da Oceania (Oceania)          | DSQ / DQ                   | Desclassificado (Disqualified)            |   |                                      |
| Recorde da temporada  | Recorde da temporada do atleta (Season best) | Recorde sul-americano | Recorde sul-americano (South America) | NM                         | Sem marca (No mark)                       |   |                                      |